# Okręg wyborczy Canterbury
Okręg wyborczy Canterbury powstał w 1295 r. i wysyłał do angielskiej, a następnie brytyjskiej, Izby Gmin dwóch deputowanych. W 1885 r. liczbę mandatów przypadających na okręg zmniejszono do jednego. Okręg obejmuje miasto Canterbury w hrabstwie Kent.

## Deputowani do brytyjskiej Izby Gmin z okręgu Canterbury

### Deputowani w latach 1295–1660
- 1614: John Finch

### Deputowani w latach 1660–1885
- 1854–1857: Charles Lushington
- 1854–1865: William Somerville
- 1857–1862: Henry Butler-Johnstone
- 1862–1878: Henry Alexander Munro Butler-Johnstone, Partia Konserwatywna
- 1865–1868: John Walter Huddleston, Partia Konserwatywna
- 1868–1874: Theodore Brinckman, Partia Liberalna
- 1874–1879: Lewis Ashurst Majendie, Partia Konserwatywna
- 1878–1880: Alfred Gathorne-Hardy, Partia Konserwatywna
- 1879–1880: Robert Peter Laurie, Partia Konserwatywna

### Deputowani po 1885
- 1885–1910: John Henniker Heaton, Partia Konserwatywna
- 1910–1918: Francis Bennett-Goldney, Partia Konserwatywna
- 1918–1918: George Knox Anderson, Partia Konserwatywna
- 1918–1927: Ronald McNeill, Partia Konserwatywna
- 1927–1945: William Wayland, Partia Konserwatywna
- 1945–1953: John Baker White, Partia Konserwatywna
- 1953–1966: Leslie Thomas, Partia Konserwatywna
- 1966–1987: David Crouch, Partia Konserwatywna
- od 1987: Julian Brazier, Partia Konserwatywna